# Horisme brunniceps
Horisme brunniceps är en fjärilsart som beskrevs av Felder 1875. Horisme brunniceps ingår i släktet Horisme och familjen mätare. Inga underarter finns listade i Catalogue of Life.